# سیمرغ بلورین بهترین چهره‌پردازی جشنواره فیلم فجر
سیمرغ بلورین بهترین چهره‌پردازی جایزه‌ای ‌است که هرساله در جشنوارهٔ فیلم فجر به بهترین چهره‌پرداز اهدا می‌شود.
سعید ملکان با شش بار دریافت این جایزه، در این زمینه رکورددار است.

## برندگان و نامزدها

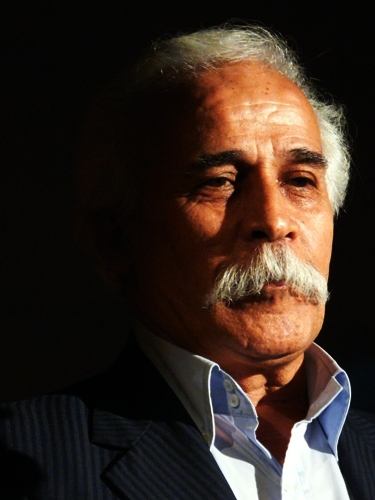
جلال‌الدین معیریان نخستین کسی بود که با آغاز اعطای این جایزه در سال ۱۳۶۷ برندهٔ جایزه شد.

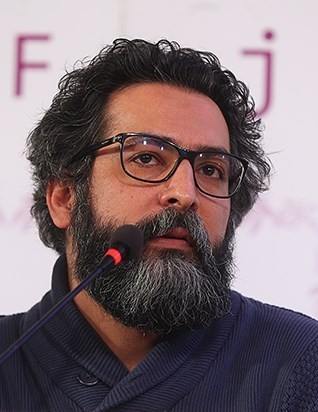
سعید ملکان با ۶ جایزه رکورددار دریافت سیمرغ چهره‌پردازی است.

|  | برندهٔ جایزه |

| سال          | فیلم                     | نامزدها                          | منابع         |
| ------------ | ------------------------ | -------------------------------- | ------------- |
| دههٔ ۱۳۶۰     |                          |                                  |               |
| ۱۳۶۷ (۷ام)   | سرب                      | جلال‌الدین معیریان                | [ ۱ ]         |
| ۱۳۶۸ (۸ام)   | مادر                     | عبدالله اسکندری                  | [ ۲ ]         |
| ۱۳۶۹ (۹ام)   | پردهٔ آخر                 | مسعود ولدبیگی، مژده شمسایی       | [ ۳ ]         |
| ۱۳۶۹ (۹ام)   | عروس                     | عبدالله اسکندری                  | [ ۳ ]         |
| ۱۳۶۹ (۹ام)   | دو فیلم با یک بلیت       | امیر اسکندری                     | [ ۳ ]         |
| دههٔ ۱۳۷۰     |                          |                                  |               |
| ۱۳۷۰ (۱۰ام)  | ناصرالدین‌شاه آکتور سینما | عبدالله اسکندری                  | [ ۴ ] [ ۵ ]   |
| ۱۳۷۰ (۱۰ام)  | اوینار                   | جلال الدین معیریان               | [ ۴ ] [ ۵ ]   |
| ۱۳۷۱ (۱۱ام)  | از کرخه تا راین          | مسعود ولدبیگی                    | [ ۶ ]         |
| ۱۳۷۱ (۱۱ام)  | هنرپیشه                  | عبدالله اسکندری                  | [ ۶ ]         |
| ۱۳۷۱ (۱۱ام)  | راز خنجر                 | عبدالله اسکندری                  | [ ۶ ]         |
| ۱۳۷۱ (۱۱ام)  | بندر مه آلود             | جلال‌الدین معیریان                | [ ۶ ]         |
| ۱۳۷۱ (۱۱ام)  | راز گل سرخ               | جلال‌الدین معیریان                | [ ۶ ]         |
| ۱۳۷۲ (۱۲ام)  | بلندی‌های صفر             | مهران روحانی                     | [ ۷ ]         |
| ۱۳۷۲ (۱۲ام)  | چشم شیطان                | مهرداد میرکیانی، ثریا خرمی       | [ ۷ ]         |
| ۱۳۷۲ (۱۲ام)  | دمرل                     | مسعود ولدبیگی                    | [ ۷ ]         |
| ۱۳۷۲ (۱۲ام)  | روز فرشته                | عبدالله اسکندری                  | [ ۷ ]         |
| ۱۳۷۲ (۱۲ام)  | آخرین شناسایی            | فرید کشن‌فلاح                     | [ ۷ ]         |
| ۱۳۷۳ (۱۳ام)  | آخرین بندر               | عبدالله اسکندری                  | [ ۸ ]         |
| ۱۳۷۳ (۱۳ام)  | روز واقعه                | عبدالله اسکندری                  | [ ۸ ]         |
| ۱۳۷۳ (۱۳ام)  | پری                      | عبدالله اسکندری، بابک شعاعی      | [ ۸ ]         |
| ۱۳۷۳ (۱۳ام)  | خلع سلاح                 | رضا رادمنش                       | [ ۸ ]         |
| ۱۳۷۳ (۱۳ام)  | روسری آبی                | عبدالله اسکندری                  | [ ۸ ]         |
| ۱۳۷۴ (۱۴ام)  | غزال                     | جلال‌الدین معیریان                | [ ۹ ]         |
| ۱۳۷۴ (۱۴ام)  | سفر به چزابه             | عبدالله اسکندری                  | [ ۹ ]         |
| ۱۳۷۴ (۱۴ام)  | ضیافت                    | مسعود ولدبیگی                    | [ ۹ ]         |
| ۱۳۷۴ (۱۴ام)  | مرد آفتابی               | عبدالله اسکندری                  | [ ۹ ]         |
| ۱۳۷۵ (۱۵ام)  | طوفان                    | جلال‌الدین معیریان                | [ ۱۰ ] [ ۱۱ ] |
| ۱۳۷۵ (۱۵ام)  | سرزمین خورشید            | مهران روحانی                     | [ ۱۰ ] [ ۱۱ ] |
| ۱۳۷۵ (۱۵ام)  | عقرب                     | عبدالله اسکندری                  | [ ۱۰ ] [ ۱۱ ] |
| ۱۳۷۶ (۱۶ام)  | ساحره                    | عبدالله اسکندری                  | [ ۱۲ ]        |
| ۱۳۷۶ (۱۶ام)  | آژانس شیشه‌ای             | مهرداد میرکیانی                  | [ ۱۲ ]        |
| ۱۳۷۶ (۱۶ام)  | ساغر                     | عاطفه رضوی و محمدرضا زاهدشکرابی  | [ ۱۲ ]        |
| ۱۳۷۷ (۱۷ام)  | زشت و زیبا               | مسعود ولدبیگی                    | [ ۱۳ ]        |
| ۱۳۷۷ (۱۷ام)  | روبان قرمز               | مهرداد میرکیانی                  | [ ۱۳ ]        |
| ۱۳۷۷ (۱۷ام)  | شیدا                     | فرید کشن‌فلاح                     | [ ۱۳ ]        |
| ۱۳۷۷ (۱۷ام)  | هیوا                     | عبدالله اسکندری                  | [ ۱۳ ]        |
| ۱۳۷۷ (۱۷ام)  | رنگ خدا                  | سید محسن موسوی، نازی حشمتی       | [ ۱۳ ]        |
| ۱۳۷۸ (۱۸ام)  | بوی کافور، عطر یاس       | محمدرضا زاهدشکرابی               | [ ۱۴ ]        |
| ۱۳۷۸ (۱۸ام)  | چشم‌هایش                  | محمود محمودی                     | [ ۱۴ ]        |
| ۱۳۷۸ (۱۸ام)  | متولد ماه مهر            | سید محسن موسوی                   | [ ۱۴ ]        |
| ۱۳۷۸ (۱۸ام)  | مرد بارانی               | رضا رادمنش                       | [ ۱۴ ]        |
| ۱۳۷۸ (۱۸ام)  | مومیایی ۳                | مهرداد میرکیانی                  | [ ۱۴ ]        |
| ۱۳۷۹ (۱۹ام)  | مسافر ری                 | عبدالله اسکندری                  | [ ۱۵ ]        |
| ۱۳۷۹ (۱۹ام)  | باران                    | سید محسن موسوی                   | [ ۱۵ ]        |
| ۱۳۷۹ (۱۹ام)  | زیر نور ماه              | سعید ملکان                       | [ ۱۵ ]        |
| ۱۳۷۹ (۱۹ام)  | سگ‌کشی                    | فرهنگ معیری                      | [ ۱۵ ]        |
| ۱۳۷۹ (۱۹ام)  | مریم مقدس                | جلال‌الدین معیریان                | [ ۱۵ ]        |
| دههٔ ۱۳۸۰     |                          |                                  |               |
| ۱۳۸۰ (۲۰ام)  | من ترانه ۱۵ سال دارم     | علی عابدینی                      | [ ۱۶ ]        |
| ۱۳۸۰ (۲۰ام)  | خانه‌ای روی آب            | جلال‌الدین معیریان                | [ ۱۶ ]        |
| ۱۳۸۰ (۲۰ام)  | خواب سفید                | سودابه خسروی                     | [ ۱۶ ]        |
| ۱۳۸۰ (۲۰ام)  | بمانی                    | مهین نویدی                       | [ ۱۶ ]        |
| ۱۳۸۰ (۲۰ام)  | ارتفاع پست               | مهرداد میرکیانی                  | [ ۱۶ ]        |
| ۱۳۸۱ (۲۱ام)  | جایزهٔ این بخش حذف شد     | جایزهٔ این بخش حذف شد             | [ ۱۷ ] [ ۱۸ ] |
| ۱۳۸۲ (۲۲ام)  | قدمگاه                   | مهرداد میرکیانی                  | [ ۱۹ ] [ ۲۰ ] |
| ۱۳۸۲ (۲۲ام)  | روایت سه‌گانه             | مهرداد میرکیانی                  | [ ۱۹ ] [ ۲۰ ] |
| ۱۳۸۲ (۲۲ام)  | مهمان مامان              | مهین نویدی                       | [ ۱۹ ] [ ۲۰ ] |
| ۱۳۸۲ (۲۲ام)  | دوئل                     | مسعود ولدبیگی                    | [ ۱۹ ] [ ۲۰ ] |
| ۱۳۸۲ (۲۲ام)  | عروس افغان               | مهری شیرازی                      | [ ۱۹ ] [ ۲۰ ] |
| ۱۳۸۳ (۲۳ام)  | خیلی دور، خیلی نزدیک     | محمدرضا قومی                     | [ ۲۱ ] [ ۲۲ ] |
| ۱۳۸۳ (۲۳ام)  | بید مجنون                | سیدمحسن موسوی                    | [ ۲۱ ] [ ۲۲ ] |
| ۱۳۸۳ (۲۳ام)  | بیدار شو آرزو            | اعظم روحانی، حسین صالحیان        | [ ۲۱ ] [ ۲۲ ] |
| ۱۳۸۳ (۲۳ام)  | باغ‌های کندلوس            | بابک شعاعی، مهین نویدی           | [ ۲۱ ] [ ۲۲ ] |
| ۱۳۸۳ (۲۳ام)  | یک تکه نان               | مجید اسکندری، عبدالله اسکندری    | [ ۲۱ ] [ ۲۲ ] |
| ۱۳۸۴ (۲۴ام)  | به نام پدر               | مهرداد میرکیانی                  | [ ۲۳ ] [ ۲۴ ] |
| ۱۳۸۴ (۲۴ام)  | عصر جمعه                 | مهرداد میرکیانی                  | [ ۲۳ ] [ ۲۴ ] |
| ۱۳۸۴ (۲۴ام)  | زمان می‌ایستد             | ایمان امیدواری                   | [ ۲۳ ] [ ۲۴ ] |
| ۱۳۸۴ (۲۴ام)  | وقتی همه خواب بودند      | فریدون حسن‌پور                    | [ ۲۳ ] [ ۲۴ ] |
| ۱۳۸۴ (۲۴ام)  | شوریده                   | سودابه خسروی                     | [ ۲۳ ] [ ۲۴ ] |
| ۱۳۸۴ (۲۴ام)  | کافه ستاره               | مهری شیرازی                      | [ ۲۳ ] [ ۲۴ ] |
| ۱۳۸۵ (۲۵ام)  | خون‌بازی                  | مهرداد میرکیانی                  | [ ۲۵ ]        |
| ۱۳۸۵ (۲۵ام)  | روز سوم                  | علی سام‌خواه                      | [ ۲۵ ]        |
| ۱۳۸۵ (۲۵ام)  | پابرهنه در بهشت          | سعید ملکان                       | [ ۲۵ ]        |
| ۱۳۸۶ (۲۶ام)  | آواز گنجشک‌ها             | سعید ملکان                       | [ ۲۶ ]        |
| ۱۳۸۶ (۲۶ام)  | پرچم‌های قلعه کاوه        | جلال‌الدین معیریان                | [ ۲۶ ]        |
| ۱۳۸۶ (۲۶ام)  | آتش سبز                  | محسن ملکی                        | [ ۲۶ ]        |
| ۱۳۸۷ (۲۷ام)  | وقتی همه خوابیم          | سعید ملکان                       | [ ۲۷ ] [ ۲۸ ] |
| ۱۳۸۷ (۲۷ام)  | پستچی سه بار در نمی‌زند   | سعید ملکان                       | [ ۲۷ ] [ ۲۸ ] |
| ۱۳۸۷ (۲۷ام)  | دربارهٔ الی               | مهرداد میرکیانی                  | [ ۲۷ ] [ ۲۸ ] |
| ۱۳۸۷ (۲۷ام)  | تردید                    | محمدرضا قومی                     | [ ۲۷ ] [ ۲۸ ] |
| ۱۳۸۷ (۲۷ام)  | شبانه‌روز                 | سودابه خسروی                     | [ ۲۷ ] [ ۲۸ ] |
| ۱۳۸۸ (۲۸ام)  | ملک سلیمان               | سعید ملکان                       | [ ۲۹ ] [ ۳۰ ] |
| ۱۳۸۸ (۲۸ام)  | به رنگ ارغوان            | عبدالله اسکندری                  | [ ۲۹ ] [ ۳۰ ] |
| ۱۳۸۸ (۲۸ام)  | طلا و مس                 | مهرداد میرکیانی                  | [ ۲۹ ] [ ۳۰ ] |
| ۱۳۸۸ (۲۸ام)  | ناسپاس                   | محسن بابایی                      | [ ۲۹ ] [ ۳۰ ] |
| ۱۳۸۸ (۲۸ام)  | نفوذی                    | بابک شعاعی                       | [ ۲۹ ] [ ۳۰ ] |
| ۱۳۸۹ (۲۹ام)  | فرزند صبح                | سعید ملکان                       | [ ۳۱ ]        |
| ۱۳۸۹ (۲۹ام)  | آلزایمر                  | سعید ملکان                       | [ ۳۱ ]        |
| ۱۳۸۹ (۲۹ام)  | جرم                      | محمدرضا قومی                     | [ ۳۱ ]        |
| ۱۳۸۹ (۲۹ام)  | جدایی نادر از سیمین      | مهرداد میرکیانی                  | [ ۳۱ ]        |
| ۱۳۸۹ (۲۹ام)  | یه حبه قند               | عبدالله اسکندری                  | [ ۳۱ ]        |
| دههٔ ۱۳۹۰     |                          |                                  |               |
| ۱۳۹۰ (۳۰ام)  | روزهای زندگی             | عباس صالحی                       | [ ۳۲ ] [ ۳۳ ] |
| ۱۳۹۰ (۳۰ام)  | ملکه                     | سعید ملکان                       | [ ۳۲ ] [ ۳۳ ] |
| ۱۳۹۰ (۳۰ام)  | خوابم می‌آد               | ایمان امیدواری                   | [ ۳۲ ] [ ۳۳ ] |
| ۱۳۹۰ (۳۰ام)  | آمین خواهیم گفت          | سید رسول سیدعربی                 | [ ۳۲ ] [ ۳۳ ] |
| ۱۳۹۰ (۳۰ام)  | یک عاشقانه ساده          | عبدالله اسکندری                  | [ ۳۲ ] [ ۳۳ ] |
| ۱۳۹۱ (۳۱ام)  | رسوایی                   | امیر اسکندری                     | [ ۳۴ ] [ ۳۵ ] |
| ۱۳۹۱ (۳۱ام)  | آسمان زرد کم‌عمق          | سعید ملکان                       | [ ۳۴ ] [ ۳۵ ] |
| ۱۳۹۱ (۳۱ام)  | دهلیز                    | زهرا کمالی، فاطمه کمالی          | [ ۳۴ ] [ ۳۵ ] |
| ۱۳۹۱ (۳۱ام)  | استرداد                  | محسن بابایی                      | [ ۳۴ ] [ ۳۵ ] |
| ۱۳۹۱ (۳۱ام)  | عقاب صحرا                | مسعود ولدبیگی                    | [ ۳۴ ] [ ۳۵ ] |
| ۱۳۹۲ (۳۲ام)  | رستاخیز                  | سید محسن موسوی                   | [ ۳۶ ] [ ۳۷ ] |
| ۱۳۹۲ (۳۲ام)  | شیار ۱۴۳                 | سودابه خسروی                     | [ ۳۶ ] [ ۳۷ ] |
| ۱۳۹۲ (۳۲ام)  | همه‌چیز برای فروش         | محسن دارسنج                      | [ ۳۶ ] [ ۳۷ ] |
| ۱۳۹۲ (۳۲ام)  | انارهای نارس             | سید رسول سیدعربی                 | [ ۳۶ ] [ ۳۷ ] |
| ۱۳۹۲ (۳۲ام)  | قصه‌ها                    | مهرداد میرکیانی                  | [ ۳۶ ] [ ۳۷ ] |
| ۱۳۹۲ (۳۲ام)  | میهمان داریم             | مهرداد میرکیانی                  | [ ۳۶ ] [ ۳۷ ] |
| ۱۳۹۳ (۳۳ام)  | ایران برگر               | مهین نویدی                       | [ ۳۸ ] [ ۳۹ ] |
| ۱۳۹۳ (۳۳ام)  | اعترافات ذهن خطرناک من   | مهرداد میرکیانی                  | [ ۳۸ ] [ ۳۹ ] |
| ۱۳۹۳ (۳۳ام)  | کوچه بی‌نام               | ایمان امیدواری                   | [ ۳۸ ] [ ۳۹ ] |
| ۱۳۹۳ (۳۳ام)  | مزار شریف                | سعید ملکان                       | [ ۳۸ ] [ ۳۹ ] |
| ۱۳۹۳ (۳۳ام)  | من دیه‌گو مارادونا هستم   | محسن دارسنج                      | [ ۳۸ ] [ ۳۹ ] |
| ۱۳۹۴ (۳۴ام)  | ابد و یک روز             | سعید ملکان                       | [ ۴۰ ]        |
| ۱۳۹۴ (۳۴ام)  | امکان مینا               | سعید ملکان                       | [ ۴۰ ]        |
| ۱۳۹۴ (۳۴ام)  | زاپاس                    | ایمان امیدواری                   | [ ۴۰ ]        |
| ۱۳۹۴ (۳۴ام)  | بادیگارد                 | ایمان امیدواری                   | [ ۴۰ ]        |
| ۱۳۹۴ (۳۴ام)  | لانتوری                  | عبدالله اسکندری، مهرداد میرکیانی | [ ۴۰ ]        |
| ۱۳۹۴ (۳۴ام)  | ایستاده در غبار          | شهرام خلج                        | [ ۴۰ ]        |
| ۱۳۹۴ (۳۴ام)  | نفس                      | مهرداد میرکیانی                  | [ ۴۰ ]        |
| ۱۳۹۴ (۳۴ام)  | اژدها وارد می‌شود!        | مهرداد میرکیانی                  | [ ۴۰ ]        |
| ۱۳۹۵ (۳۵ام)  | زیر سقف دودی             | ایمان امیدواری                   | [ ۴۱ ]        |
| ۱۳۹۵ (۳۵ام)  | خوب، بد، جلف             | عبدالله اسکندری                  | [ ۴۱ ]        |
| ۱۳۹۵ (۳۵ام)  | اسرافیل                  | سودابه خسروی                     | [ ۴۱ ]        |
| ۱۳۹۵ (۳۵ام)  | ایتالیا ایتالیا          | علی بهرامی‌فر                     | [ ۴۱ ]        |
| ۱۳۹۵ (۳۵ام)  | یک روز بخصوص             | مهرداد میرکیانی                  | [ ۴۱ ]        |
| ۱۳۹۶ (۳۶ام)  | تنگه ابوقریب             | سعید ملکان                       | [ ۴۲ ] [ ۴۳ ] |
| ۱۳۹۶ (۳۶ام)  | چهارراه استانبول         | عباس عباسی                       | [ ۴۲ ] [ ۴۳ ] |
| ۱۳۹۶ (۳۶ام)  | دارکوب                   | فاطمه کمالی، زهرا کمالی          | [ ۴۲ ] [ ۴۳ ] |
| ۱۳۹۶ (۳۶ام)  | شعله‌ور                   | مهرداد میرکیانی                  | [ ۴۲ ] [ ۴۳ ] |
| ۱۳۹۶ (۳۶ام)  | کامیون                   | بابک اسکندری                     | [ ۴۲ ] [ ۴۳ ] |
| ۱۳۹۷ (۳۷ام)  | شبی که ماه کامل شد       | ایمان امیدواری                   | [ ۴۴ ]        |
| ۱۳۹۷ (۳۷ام)  | غلامرضا تختی             | سعید ملکان                       | [ ۴۴ ]        |
| ۱۳۹۷ (۳۷ام)  | مسخره‌باز                 | ایمان امیدواری                   | [ ۴۴ ]        |
| ۱۳۹۷ (۳۷ام)  | ۲۳ نفر                   | عباس عباسی                       | [ ۴۴ ]        |
| ۱۳۹۷ (۳۷ام)  | سمفونی نهم               | مجید اسکندری                     | [ ۴۴ ]        |
| ۱۳۹۷ (۳۷ام)  | ماجرای نیمروز: رد خون    | شهرام خلج                        | [ ۴۴ ]        |
| ۱۳۹۸ (۳۸ام)  | خروج                     | مهرداد میرکیانی                  | [ ۴۵ ] [ ۴۶ ] |
| ۱۳۹۸ (۳۸ام)  | خون شد                   | محمدرضا قومی                     | [ ۴۵ ] [ ۴۶ ] |
| ۱۳۹۸ (۳۸ام)  | سه کام حبس               | ایمان امیدواری                   | [ ۴۵ ] [ ۴۶ ] |
| ۱۳۹۸ (۳۸ام)  | درخت گردو                | شهرام خلج                        | [ ۴۵ ] [ ۴۶ ] |
| ۱۳۹۸ (۳۸ام)  | شنای پروانه              | عظیم فراین                       | [ ۴۵ ] [ ۴۶ ] |
| ۱۴۰۰ (۴۰ام)  | برف آخر و شادروان        | امید گلزاده                      | [ ۴۷ ] [ ۴۸ ] |
| ۱۴۰۰ (۴۰ام)  | علفزار                   | مونا جعفری                       | [ ۴۷ ] [ ۴۸ ] |
| ۱۴۰۰ (۴۰ام)  | موقعیت مهدی              | شهرام خلج                        | [ ۴۷ ] [ ۴۸ ] |
| ۱۴۰۰ (۴۰ام)  | بیرو                     | عظیم فراین                       | [ ۴۷ ] [ ۴۸ ] |
| ۱۴۰۰ (۴۰ام)  | ضد                       | مرتضی کهزادی                     | [ ۴۷ ] [ ۴۸ ] |
| ١۴٠١ (۴١ ام) | اتاقک گلی غریب شماره ۱۰  | شهرام خلج                        | [ ۴۹ ]        |
| ١۴٠١ (۴١ ام) | وابل                     | عبدالله اسکندری                  | [ ۴۹ ]        |
| ١۴٠١ (۴١ ام) | یادگار جنوب              | مونا جعفری                       | [ ۴۹ ]        |
| ١۴٠١ (۴١ ام) | آنها مرا دوست داشتند     | امید گلزاده                      | [ ۴۹ ]        |
| ۱۴۰۲ (۴۲ام)  | احمد                     | مرتضی کهزادی                     | [ ۴۹ ]        |
| ۱۴۰۲ (۴۲ام)  | پروین                    | شهرام خلج                        | [ ۴۹ ]        |
| ۱۴۰۲ (۴۲ام)  | صبح اعدام                | محسن دارسنج                      | [ ۴۹ ]        |
| ۱۴۰۲ (۴۲ام)  | تابستان همان سال         | مهرداد میرکیانی                  | [ ۴۹ ]        |
| ۱۴۰۲ (۴۲ام)  | بهشت تبهکاران            | مهین نویدی                       | [ ۴۹ ]        |

## برندگان چندباره
افراد زیر بیش از یک بار این جایزه را دریافت کرده‌اند:
- ۶ جایزه – سعید ملکان (۱۳۸۶، ۱۳۸۷، ۱۳۸۸، ۱۳۸۹، ۱۳۹۴، ۱۳۹۶)
- ۵ جایزه – عبدالله اسکندری (۱۳۶۸، ۱۳۷۰، ۱۳۷۳، ۱۳۷۶، ۱۳۷۹)
- ۴ جایزه – مهرداد میرکیانی (۱۳۸۲، ۱۳۸۴، ۱۳۸۵، ۱۳۹۸)
- ۳ جایزه – جلال‌الدین معیریان (۱۳۶۷، ۱۳۷۴، ۱۳۷۵)
- ۳ جایزه – مسعود ولدبیگی (۱۳۷۱،۱۳۷۷،۱۳۶۹)
- ۲ جایزه – ایمان امیدواری (۱۳۹۵، ۱۳۹۷)
- ۲ جایزه – سید محسن موسوی (۱۳۷۵، ۱۳۹۲)